# Migdolus morretesi
Migdolus morretesi är en skalbaggsart som beskrevs av Lane 1937. Migdolus morretesi ingår i släktet Migdolus och familjen långhorningar. Inga underarter finns listade i Catalogue of Life.